# Liste d'espèces de plantes décrites entre 1996 et 2000
De nouvelles espèces vivantes sont régulièrement définies chaque année.
La description d'une nouvelle espèce dans la nomenclature peut se faire de trois manières principales :
- découverte dans la nature d'une espèce totalement différente de ce qui est connu jusqu'alors,
- nouvelle interprétation d'une espèce connue qui s'avère en réalité être composée d'une ou plusieurs espèces proches mais cependant bien distinctes. Ce mode de description de nouvelle espèce est en augmentation depuis qu'il est possible d'analyser très finement le génome par des méthodes d'étude et d'alignement de séquences d'ADN, ces méthodes aboutissant par ailleurs à des remaniements de la classification par une meilleure compréhension de la parenté des taxons (phylogénie). Pour ce type de création de nouvelles espèces, deux circonstances sont possibles : soit une sous-espèce déjà définie est élevée au statut d'espèce, auquel cas le nom, l'auteur et la date sont conservés, soit il est nécessaire de donner un nouveau nom à une partie de la population de l'ancienne espèce,
- découverte d'une nouvelle espèce par l'étude plus approfondie des spécimens conservés dans les musées et les collections.

Ces trois circonstances ont en commun d'être soumises au problème du nombre de spécialistes mondiaux compétents capables de reconnaître le caractère nouveau d'un spécimen. C'est une des raisons pour lesquelles le nombre d'espèces nouvelles chaque année, dans une catégorie taxinomique donnée, est à peu près constant. 
Pour bien préciser le nom complet d'une espèce, le (ou les) auteur(s) de la description doivent être indiqués à la suite du nom scientifique, ainsi que l'année de parution dans la publication scientifique. Le nom donné dans la description initiale d'une espèce est appelé le basionyme. Ce nom peut être amené à changer par la suite pour différentes raisons.
Dans la mesure du possible, ce sont les noms actuellement valides qui sont indiqués, ainsi que les découvreurs, les pays d'origine et les publications dans lesquelles les descriptions ont été faites.

## 1997

### Espèces décrites en 1997
- Crepis novoana Ortiz, Sonora & Rodriguez-Oubina, 1997

Astéracée découverte en Galice (Espagne).
- Aripuana cullmaniorum Struwe, Maas et Albert, 1997

Gentianacée. La découverte de cette a nécessité la création d'un nouveau genre dont le nom rappelle la rivière Aripuana. L'épithète spécifique honore Lewis B. Cullman et Dorothy Cullman, mécènes du Jardin botanique de New-York .

## 1998

### Espèces vivantes décrites en 1998
- Sanicula moranii Vargas, Constance & Baldwin, 1998

Apiacée découverte en Baja California (Mexique) .
- Dracaena tamaranae Marrero, Almeida et González-Martín, 1998

Découvert dans l'île de Grande-Canarie .

## 1999

### Espèces vivantes décrites en 1999

#### Astéracées
- Leontopodium montisganeshii Akiyama, 1999

Edelweiss découvert au Népal.

## 2000

### Espèces vivantes décrites en 2000

#### Apiacées (Ombellifères)
- Ferulago idaea Ozhatay &Akalin, 2000

Découverte en Turquie.